# ジャガー・マークX/420G
ジャガー・マークX（Jaguar Mark X /マーク・テン）は、イギリスの高級車メーカー・ジャガーが1961年から生産した大型高級4ドアセダンである。
1966年の秋にジャガー・420Gと車名が変更され、1970年まで引き続き生産された。

## 概要

### マークX
1950年から生産されていた大型セダン・マークIXの後継車として登場したマークXは、主要市場であったアメリカの嗜好に応えるべく、ボディが大幅に拡大され、当時の欧州車としては異例の超・大型サイズを与えられた。全長4,990mm・全幅1,855mmだったマークIXに対し、マークXは11cm長く8cm幅広い。特に1,938mmの全幅は、1990年代にスーパーカーのXJ220（全幅2,220mm）が登場するまでの間、ジャガー史上最大であり、大きく分厚いドアを軽く開閉するために補助スプリングまでも組み込まれていた。
一方、全高1,600mmのマークIXに対して全高は22cmも低く、1960年代の新型車にふさわしい近代性とジャガーらしい優美さを融合させた新しいデザインを持っていた。ジャガー初の4灯式ヘッドライトも、新しいボディに自然に溶け込んでおり、そのフロントデザインは後年のジャガー・XJにも影響を与えている。室内もソフトパッドが不要であった最後の時代の産物らしく、ダッシュボードはウッド製で、オプションでやはりウッド製のピクニックテーブルを装着できるなど、古き良きイギリス製高級車の雰囲気を色濃く残していた。
機構的にはジャガーの4ドア車としては初めて四輪独立懸架が採用されたことが特筆される。このシステムは同年に登場したスポーツカーのEタイプに初採用され、1996年に生産終了となったXJ-Sまで受け継がれた。
搭載されたエンジンはDOHCヘッドを持つ直列6気筒XKエンジンである。このエンジンは当時、スポーツカーや高級セダン用として1948年以来長年の実績があり、高性能・高出力を発揮していた。当初は3キャブレター3,781ccであったが、1964年にはEタイプと同時に4,235ccに拡張された。
ギアボックスは4速MTと同オーバードライブ付きのフロアシフトが選択可能だったが、大半はボルグワーナー製ATが装備され、その場合コラムシフトであった。また、パワーステアリングが標準装備だったが、4.2の時代には可変ギアレシオ型に改良された。1万3382台の3.8と、5137台の4.2が生産された。
なお1968年に登場したデイムラー・DS420リムジンは、マークXのプラットフォームを採用して開発された。こちらはマークXおよび420Gの生産終了後も1992年まで生産された。

### 420G
1966年10月の英国国際モーターショーにおいて、車名がジャガー・420Gに変更された。同時期にSタイプ（初代）のフロント部分をマークX風の4灯式ヘッドライトに改めた中間車種が420として登場したが、両車は別のモデルである。
420Gはフロントグリルのデザインが変更されたことと、サイドモールや側面のターンシグナルランプ（ウィンカー）が追加されたことなどを除くと外観の差異は少なく、事実上マークXと同一のモデルだった。室内ではダッシュボードにソフトパッドが追加され、室内素材の一部が合成皮革製となり、時計の位置が変更され、エアコンが装備可能となった。また、前席をベンチシートとしパーティションガラスを装備し略式リムジンとして用いることが可能なロングホイールベース（LWB）版も追加された。
420Gは後継のジャガー・XJ6の登場後も、1970年まで継続生産された。420Gの生産期間はマークXとほぼ同じだったが、需要が420や新しいXJ6に分散したこともあって、420Gの生産台数は5763台と、マークXの3分の1程度に留まった。 
日本にも総代理店の新東洋企業を通じて輸入され、藤村有弘（俳優）やフランク永井（歌手）らの著名人もオーナーであった。